# Universidade da Coruña
Universidade da Coruña – hiszpańska uczelnia z siedzibą w mieście A Coruña. Została utworzona w 1989 roku na mocy ustawy 11/1989 o organizacji systemu uniwersyteckiego Galicji. Składają się na nią dwa kampusy: w A Corunii i Ferrolu. 

## Historia
Pierwszy uniwersytet w Galicji został założony w 1495 roku jako Universidade de Santiago de Compostela, który pozostawał jedyną uczelnią wyższą w regionie aż do początku lat 80. XX wieku. W tym okresie z uniwersytetu w Santiago de Compostela wydzielono dwa kampusy: w A Corunii i Vigo. W latach 60. XX wieku, na mocy rozporządzenia ministerialnego, utworzono Szkołę Inżynierów Morskich i Przemysłowych w Ferrol, która nadawała tytuły naukowe. Do 1990 roku instytucja ta była bezpośrednio podporządkowana Ministerstwu Edukacji w Madrycie, po czym została włączona do kampusu Universidade da Coruña. Pod koniec lat 80. oba kampusy – w A Coruña i Vigo – uzyskały pełną niezależność, stając się odrębnymi uniwersytetami z prawem nadawania własnych dyplomów. 

## Komunikacja
Przy kampusie w A Corunii znajduje się stacja kolejowa Elviña-Universidade, do kampusu można także dojechać autobusami, w tym linią UDC, która przyjeżdża z Plaza de Pontevedra.